# 平民脱离
平民脱离（拉丁語：Secessio plebis）是古罗马平民身份的公民非正式行使政治权力的运动，在概念上与总罢工类似。在平民脱离运动期间，平民会抛弃城市，以集体抗议的形式迁徙至其他地方，将贵族留下。在此期间，所有店铺都会关门，所有商业交易都中止。